# Vlag van Fochteloo

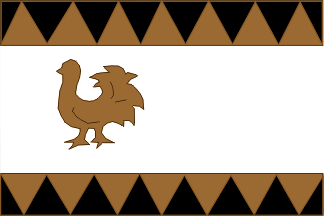
Vlag van Fochteloo

De vlag van Fochteloo is de dorpsvlag van het Nederlandse dorp Fochteloo, in de Friese gemeente Ooststellingwerf.
Fochteloo was gelegen aan een groot hoogveengebied welke doorsneden wordt door de ondergrondse rivier de Vogelreyd (of Reidhintsje). Dit wordt verbeeld door de afbeelding van de bruine vogel op de vlag. De kleuren van de vlag reflecteren de ligging van het gebied en het Fochteloërveen. Hierbij staan bruin en zwart voor de drassige grond en de turf.